# Dnevi slovenske zabavne glasbe 2017
II. Dnevi slovenske zabavne glasbe (DSZG 2017) bodo potekali aprila 2017 na ljubljanskem Gospodarskem razstavišču. Obsegali bodo tri glasbene večere: koncert Neishe (10. 4.) ter tekmovalna večera Popevka (15. 4.) in Poprock (21. 4.). Festival nastaja v sodelovanju med Razvedrilnim programom Televizije Slovenija, Glasbeno produkcijo RTV Slovenija in Radiem Slovenija. 

## Javni razpis in izbor skladb
Javni razpis za festival je bil objavljen 5. oktobra 2016, zbiranje pesmi pa je potekalo do 30. novembra do polnoči. Pravila razpisa so med drugim določala:
- izvajalci morajo biti na dan 1. 4. 2017 stari najmanj 16 let
- skladbe so lahko dolge največ tri minute in pol
- besedilo skladbe mora biti v slovenskem jeziku
- skladba pred dnevom prijave na razpis ne sme biti priobčena javnosti
- skladbe bodo na festivalu izvedene z ansamblom Radiotelevizije Slovenija ali z ansamblom prijavitelja (poprock) oziroma z revijskim orkestrom Radiotelevizije Slovenija (popevka)

Seznam izbranih skladb je bil objavljen 23. decembra 2016. Izborna komisija v sestavi Neža Buh - Neisha, Aida Kurtović, Patrik Greblo, Matej Wolf in Mario Galunič je izmed 110 prijav za vsak večer izbrala 12 pesmi, poleg tega pa še po dve rezervni skladbi:
| Večer   | Izvajalec        | Naslov pesmi | Avtorji                                 |
| ------- | ---------------- | ------------ | --------------------------------------- |
| Poprock | Martina Mravinec | Poti neba    | Primož Hudoklin (ga), Goran Mikič (b)   |
| Poprock | Bo!              | 2            | Bo! (gb)                                |
| Popevka | Urška Škafar     | Dunaj        | Jure Mihevc (g), Jernej Juren (b)       |
| Popevka | Nika Pirnat      | Srečen dan   | Leon Firšt (g), Damjana Kenda Hussu (b) |

## Vrhovi, koncert Neishe z gosti
Prvo dejanje DSZG-ja 2017 je bil 10. 4. koncert Neishe z gosti, na katerem je predstavila predvsem pesmi s svoje zadnje plošče Vrhovi. Kot gostje so nastopili: Big Band RTV Slovenija (dirigent Lojze Krajnčan), Jernej Dirnbek (kitara), Gaja Klas (kristalne posode in sfera), Tomaž Gajšt (trobenta) in Lenart Krečič (saksofon).
| #   | Pesem                                       | Glasba | Besedilo                | Aranžma                              |
| --- | ------------------------------------------- | ------ | ----------------------- | ------------------------------------ |
| 1.  | Pridejo časi                                | Neisha | Rok Vilčnik             | Neisha, Dejan Radičević              |
| 2.  | Vrhovi (gost: Jernej Dirnbek)               | Neisha | Jernej Dirnbek          | Neisha                               |
| 3.  | Neko drugo tisočletje (gost: Lenart Krečič) | Neisha | Jernej Dirnbek          | Neisha, Dejan Radičević              |
| 4.  | Marilyn Monroe                              | Neisha | Tomislav Vrečar         | Neisha, Dejan Radičević              |
| 5.  | Bežim                                       | Neisha | Jernej Dirnbek          | Neisha                               |
| 6.  | Najina slika in ti                          | Neisha | Vlado Kreslin           | Neisha                               |
| 7.  | Jugoslavija (gost: Tomaž Gajšt)             | Neisha | Tomislav Vrečar         | Neisha, Dejan Radičević              |
| 8.  | Prihaja maj                                 | Neisha | Neisha                  | Neisha, Dejan Radičević              |
| 9.  | Zvezdni prah                                | Neisha | Neisha                  | Dejan Radičević, Neisha              |
| 10. | Pismo papežu                                | Neisha | Tomislav Vrečar         | Neisha, Dejan Radičević              |
| 11. | Muza tvojga bluza                           | Neisha | Neisha                  | Neisha, Dejan Radičević              |
| 12. | Usahle ptice                                | Neisha | Tomislav Vrečar, Neisha | Neisha                               |
| 13. | Slab dan (gost: Big Band RTV Slovenija)     | Neisha | Neisha, Rok Vilčnik     | Neisha, Dejan Radičević, Vid Žgajner |

Pri prvih 11 skladbah so Neisho spremljali Mitja Novak (kitara), Vid Žgajner (klaviature), Boštjan Gradišek (bobni) in Miha Koren (bas).

## Popevka
Popevko sta vodila Alenka Godec in Uroš Smolej. Večer sta otvorila voditelja s pesmijo Bodi moja ljubica nocoj, pred začetkom tekmovalnega dela pa je nastopila Eva Boto, zmagovalka Popevke 2016, s Kaj je to življenje. V šov programu sta bili predstavljeni dve pesmi iz muzikala Vesna: Oh, ta matura in Princ iz pravljice (Matjaž Vlašič/Janez Usenik/Boštjan Grabnar). Poleg tega je vsak izmed tekmovalcev zapel pesem Jožeta Privška, kateremu bo posvečena Poletna noč 2017.
| #   | Izvajalec        | Naslov pesmi          | Glasba in besedilo                                          | Aranžma         | Privškova (besedilo)                      |
| --- | ---------------- | --------------------- | ----------------------------------------------------------- | --------------- | ----------------------------------------- |
| 1.  | Matjaž Kumelj    | Po svoji poti         | Krešimir Tomec (g), Matjaž Kumelj (g), Špela Tomec (b)      | Boštjan Grabnar | Sinoči (Dušan Velkaverh)                  |
| 2.  | Nuška Drašček    | Tak dan               | Aleš Klinar (g), Anja Rupel (b)                             | Aleš Avbelj     | Vozi me vlak v daljave (Aleksander Skale) |
| 3.  | Omar Naber       | Miže                  | Žiga Pirnat (gb), Andraž Gliha (g)                          | Žiga Pirnat     | Mati, bodiva prijatelja (Velkaverh)       |
| 4.  | Aleksander Novak | Dotik stare Ljubljane | Aleksander Novak (gb)                                       | Primož Grašič   | Zimzelen (Elza Budau)                     |
| 5.  | Mon'ami          | Kušn me               | Blaž Hribar (gb), Rok Lunaček (gb)                          | Primož Grašič   | Zlati prah imaš v očeh (Miroslav Košuta)  |
| 6.  | Slavko Ivančić   | Med valovi in oblaki  | Marino Legovič (g), Leon Oblak (b)                          | Patrik Greblo   | Tam, kjer sem doma (Košuta)               |
| 7.  | Po drugi strani  | Na konec Ljubljane    | Nejc Podobnik (gb)                                          | Grega Forjanič  | Maček v žaklju (Košuta)                   |
| 8.  | Zala Smolnikar   | Fant z ulice          | Matjaž Vlašič (g), Urša Vlašič (b)                          | Anže Rozman     | Ne prižigaj luči v temi (Gregor Strniša)  |
| 9.  | Gašper Rifelj    | Utrip srca            | Martin Štibernik (g), Klavdija Uršej (b), Gašper Rifelj (b) | Patrik Greblo   | Nekoč se bova srečala                     |
| 10. | Jana Šušteršič   | Sama                  | Blaž Hribar (gb), Rok Lunaček (gb)                          | Patrik Greblo   | Zato sem noro te ljubila (Košuta)         |
| 11. | Alex Volasko     | Nad Ljubljano se dani | Alex Volasko (gb)                                           | Aleš Avbelj     | Solza, ki je ne prodam (Velkaverh)        |
| 12. | Darja Švajger    | Slutnja               | Žiga Pirnat (gb)                                            | Žiga Pirnat     | Nad mestom se dani (Velkaverh)            |

Nastopajoče je v živo spremljal Revijski orkester RTV Slovenija. Dirigirali so: Patrik Greblo, Žiga Pirnat (skladbi Miže in Slutnja) in Lojze Krajnčan (venček Privškovih uspešnic). Spremljevalni vokalisti so bili Katja Sever, Lea Sirk in Mitja Bobič.

### Superfinale
5-članska strokovna žirija je izbrala 3 superfinaliste:
| Superfinalist           | Mesto v superfinalu |
| ----------------------- | ------------------- |
| Nuška Drašček – Tak dan | 1.                  |
| Mon'ami – Kušn me       | 3.                  |
| Jana Šušteršič – Sama   | 2.                  |

Izmed njih je občinstvo s telefonskim glasovanjem izbralo zmagovalno skladbo festivala Popevka. To je postala Tak dan v izvedbi Nuške Drašček.

## Poprock
Poprock bodo vodili Anja Križnik Tomažin, Tin Vodopivec in Perica Jerković.
| #   | Izvajalec       | Naslov pesmi    | Avtorji                                                                     |
| --- | --------------- | --------------- | --------------------------------------------------------------------------- |
| 1.  | Kalamari        | Vrtiljak        | Darjan Gržina (ga), Leon Oblak (b), Matjaž Švagelj (a)                      |
| 2.  | Sara Lamprečnik | Le ti to znaš   | Alex Volasko (gba)                                                          |
| 3.  | Žiga Rustja     | Pozabi na vse   | Žiga Rustja (gba), Andrea F. (a)                                            |
| 4.  | Bomb Shell      | Tididam         | Brane Štubljar (ga), Petra Zore (b)                                         |
| 5.  | Nina            | Te ne premakne  | Rok Lunaček (gba), Blaž Hribar (gba)                                        |
| 6.  | Andraž Hribar   | Huanani         | Andraž Hribar (gba)                                                         |
| 7.  | Mama rekla      | Na krilih zmaja | Uroš Kmetič (ga), Tomislav Vrečar (b)                                       |
| 8.  | Amadea Begović  | Le srce         | Alex Volasko (gba)                                                          |
| 9.  | Luka Sešek      | Maska           | Manuella Brechko (ga), Marjan Hvala (ga), Leon Oblak (b)                    |
| 10. | Roundsquare     | Svet            | Mirko Medved (gba)                                                          |
| 11. | Anabel          | Ob kavi         | Nino Ošlak (ga), Ana Teržan (gb), Marko Golubovič (b)                       |
| 12. | Anika Horvat    | Dihanje         | Ashley Hicklin (ga), Elske DeWall (g), Rupert Blackman (ga), Leon Oblak (b) |

### Superfinale
5-članska strokovna žirija je izbrala 3 superfinaliste:
| Superfinalist            | % tel. glasov |
| ------------------------ | ------------- |
| Andraž Hribar − Huanani  | 25,38         |
| Amadea Begović − Le srce | 29,29         |
| Anabel − Ob kavi         | 45,34         |

Izmed njih je občinstvo s telefonskim glasovanjem izbralo zmagovalno skladbo festivala Poprock. To je postala Ob kavi v izvedbi Anabel.

## Nagrade strokovne žirije
Strokovna žirija v sestavi Marta Zore, Lovro Ravbar, Žiga Klančar, Mojca Menart in Miha Vardjan je, upoštevajoč vseh 24 tekmovalnih skladb obeh večerov, podelila nagrade za:
- najboljše besedilo: Anja Rupel za Tak dan (v izvedbi Nuške Drašček)
- najboljšo interpretacijo: Nuška Drašček
- najboljšo priredbo: Aleš Avbelj za Tak dan (v izvedbi Nuške Drašček)
- najobetavnejšega avtorja ali izvajalca: Mon'ami

Ista žirija je oba večera izbrala tudi superfinaliste.